# Вторая алия
Вторая алия — период 1904—1914 годов, за который в Палестине поселилось около 40 тысяч евреев из Восточной Европы. Среди прочего, эмиграция была связана с волной погромов в Российской империи, наиболее известным из которых был Кишинёвский погром 1903 года.
Большинство переселенцев второй алии было религиозными евреями и не всегда активистами сионистских организаций. В то же время многие из поселенцев этого периода были увлечены социалистическими идеями, создав в Палестине политические партии и рабочие организации. Их девизом был «Еврейский труд на еврейской земле». Они основали в 1909 году первый кибуц — Деганию, положивший начало кибуцному движению, и сформировали первую организацию еврейской самообороны, Ха-Шомер, для защиты еврейских поселений от нападений арабов и бедуинов.
В 1909 году был основан пригород Яффы Ахузат-Баит, который впоследствии вырос в город Тель-Авив. В этот же период широко распространился возрождённый иврит, на котором выходили газеты и развивалась литература.
Со вступлением Османской империи, под властью которой находилась тогда Палестина, в Первую мировую войну на стороне Германии, турецкие власти подвергли гонениям еврейское население страны, что прервало Вторую алию. К 1917 году в Палестине проживало примерно 85 тысяч евреев.

## Выдающиеся представители Второй алии
- раввин Авраам Ицхак ха-Коэн Кук
- раввин Цви Иехуда ха-Коэн Кук
- Давид Бен-Гурион
- Ицхак Бен-Цви